# Scott Harrison
Scott Harrison est un boxeur écossais né le 19 août 1977 à Bellshill.

## Biographie
Passé professionnel en 1995, il devient champion britannique des poids plumes en 2001 puis champion du monde WBO de la catégorie le 19 octobre 2002 après sa victoire aux points contre l'argentin Julio Pablo Chacón. Battu lors de sa deuxième défense par Manuel Medina, Harrison prend sa revanche le 29 novembre 2003 et conserve sa ceinture jusqu’en 2005.